# Johannes Stark
Johannes Stark (Schickenhof, hoy en día Freihung, Baviera, 15 de abril de 1874-Traunstein, 21 de junio de 1957) fue un físico alemán, ganador del Premio Nobel de Física de 1919 por su descubrimiento del efecto Stark.
Stark se doctoró en física en la Universidad de Múnich en 1897 bajo la supervisión de Eugen von Lommel, y fue asistente de éste hasta su nombramiento como profesor en la Universidad de Gotinga en 1900. Fue profesor extraordinario en la Universidad Leibniz de Hannover desde 1906 hasta que se convirtió en catedrático de la Universidad RWTH de Aquisgrán en 1909. En 1917 pasó a ser profesor de la Universidad de Greifswald, y también trabajó en la Universidad de Würzburg de 1920 a 1922.
Partidario de Adolf Hitler desde 1924, Stark fue una de las principales figuras, junto con su colega y ganador del Nobel Philipp Lenard, del movimiento antisemita Deutsche Physik, que pretendía eliminar a los científicos judíos de la física alemana. Fue nombrado director de la Sociedad Alemana de Investigación en 1933 y presidente del Instituto Físico-Técnico del Reich de 1933 a 1939. En 1947 fue declarado culpable como "delincuente mayor" por un tribunal de desnazificación.

## Biografía
Se educó en la escuela elemental de Bayreuth y más adelante en Ratisbona. Posteriormente, en 1897 asistió a la Universidad de Múnich, donde estudió física, matemáticas, química y cristalografía, graduándose en 1897 con una disertación doctoral respecto a algunos temas de la física de Isaac Newton.
Ocupó varias posiciones en el Instituto de química de la Universidad de Múnich hasta 1900, cuando entró de lector en la Universidad de Göttingen. Fue profesor de física en el Instituto Politécnico de Aquisgrán (1909-1917), en la Universidad de Greifswald (1917-1920) y en la Universidad de Wurzburgo (1920-1922). 
Se casó con Luise Uepler, y tuvo cinco hijos.

## Investigaciones científicas
En 1919 fue galardonado con el premio Nobel de Física por sus "descubrimientos del efecto Doppler en los rayos canales y el desdoblamiento de las líneas espectrales cuando la luz está sometida a un campo eléctrico intenso" (llamado desde entonces efecto Stark).
Desde 1933, y hasta su jubilación en 1939, fue presidente del Instituto Físico y Técnico del Reich y de la Asociación Alemana de Investigación. 
Stark publicó más de 300 trabajos, fundamentalmente relacionados con la electricidad y campos análogos. Recibió numerosos premios, además del premio Nobel, como el premio Baumgartner de la Academia de Ciencias de Viena (1910), el premio Vahlbruch de la Academia de Ciencias de Göttingen (1914), la medalla Matteucci de la Academia de Roma. 
Durante el régimen nazi, intentó ser el Führer de la física alemana, a través del movimiento Deutsche Physik ("Física alemana", junto con Philipp Lenard), en contra de la "física judía", representada por Albert Einstein. En 1947, tras la derrota alemana en la Segunda Guerra Mundial, Stark fue catalogado como "criminal de primer orden" y fue condenado a 4 años de cárcel por un tribunal de desnazificación.

## Eponimia
- El cráter lunar Stark llevaba este nombre en su memoria.[5] El nombre se eliminó el 12 de agosto de 2020.